# ニューレオマワールド

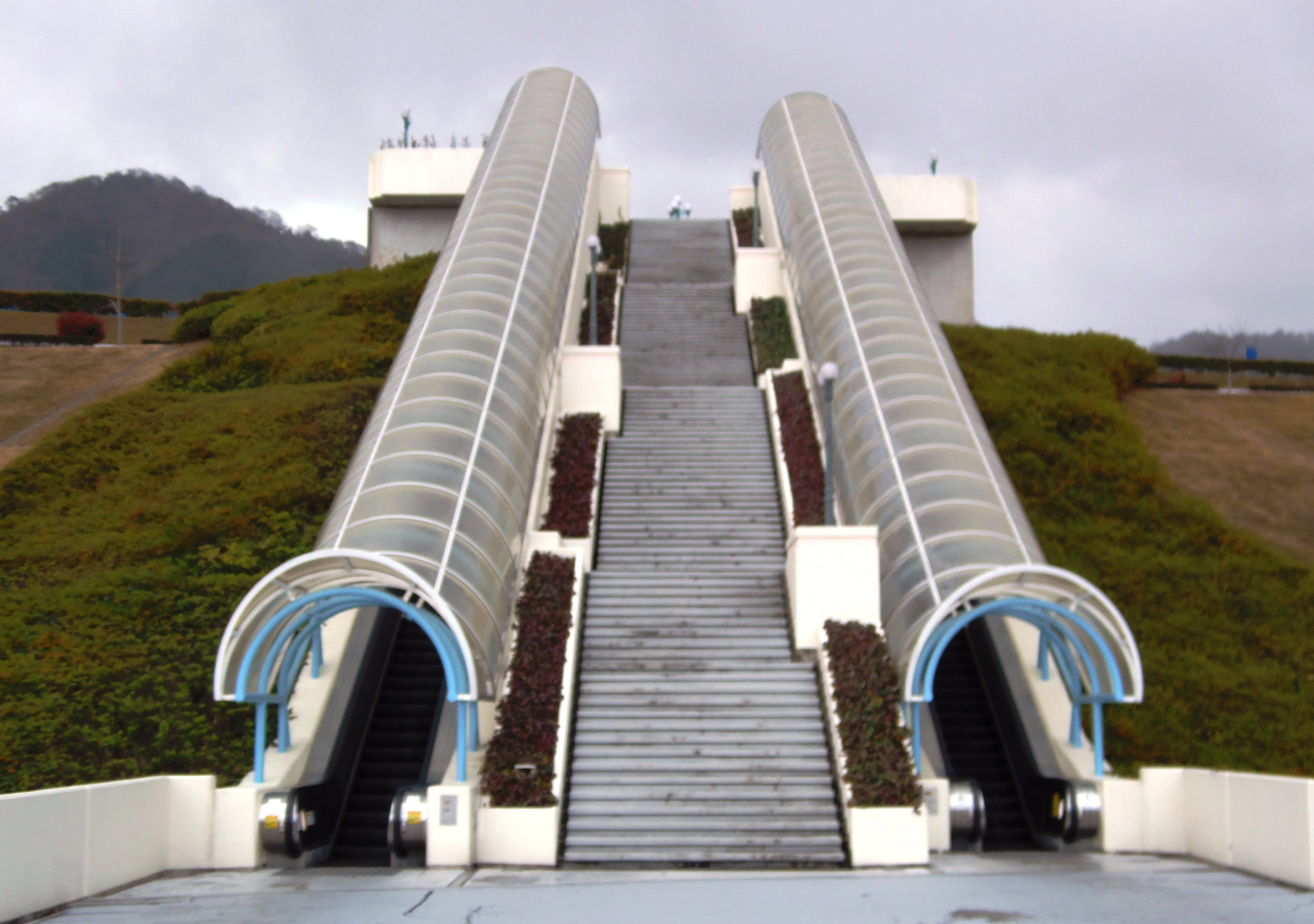
駐車場からゲートに向かうエスカレーター

ニューレオマワールド（NEW REOMA WORLD）は、香川県丸亀市綾歌町にあるテーマパーク。かつてはレオマワールドの名称で運営されていた。2004年（平成16年）4月11日に現在の名前でリニューアル開園。2010年7月17日二度目の再開園。

## 来歴
2000年（平成12年）9月1日に無期限休園したテーマパークの「レオマワールド」（後述）の土地・建物・資産の全てを、2004年（平成16年）に加ト吉（現：テーブルマークホールディングス）、マルナカ（マックスバリュ西日本を経て現在はフジ）、おもちゃ王国などの香川県や岡山県に本社を置く複数の事業者連合が買い取り、リニューアルすることで、「ニューレオマワールド」として再開した。
「レオマワールド」の名称が思いのほか県内に通用していたためそのまま継承したが、以前と区別化する必要性から「ニューレオマ」を通称とされた。シンボルマーク・ロゴは旧レオマのものをそのまま使用している。
園内は遊園地、飲食・物販、ホテル、オリエンタルトリップの4つのゾーンで形成されている。初年度の入場者数が160万人を突破したと発表された（2年目である2005年（平成17年）は約95万人であった）。
しかしその後は不振が続き、折しも中核企業だった加ト吉が循環取引事件を起こし、それが引き金となって日本たばこ産業（JT）の完全子会社となり、食品事業との関連が薄いレジャー事業の見直しのため、運営会社である香川県観光開発のテーブルマーク保有株式が2010年（平成22年）5月に大江戸温泉物語に売却された。
なお、本項では前身のレオマワールドを「旧レオマワールド」、ニューレオマワールドについては2004年4月11日から2010年7月16日までの運営体制を「旧体制」、同年7月17日以降の運営体制を「新体制」とする。
2011年（平成23年）11月現在、新体制下のNEWレオマワールド園内は旧レオマワールド時代から存続している遊具・建物・土地がある中で旧体制下の名残り（建物の装飾・塗色・サインボードなど）が若干残っている所が見受けられるが、概ね「旧レオマワールド」時代に即したカラーペインティングやストラクチュア（建物）を維持しており、パーク内の景観維持に努めている。また、一部の建物やアトラクション等の再塗装やメンテナンス、整備も引き続き継続して行われている。

## 施設概要

### 2004年4月11日から2010年7月16日まで
旧.レオマワールドの園内を4つのエリアに分割、別々の企業が担当し、それぞれが独立採算方式を執っていた。

#### 四国お宝村
- 飲食・物販エリア
- 担当企業： マルナカ
- パークイメージ： 中世日本色の外観を持つ市場。このエリアまでは「入場無料」だった。
- エリアキャラクター：「レオ」と「メア」の2体の道化師の様なキャラクターが存在した。

#### レオマおもちゃ王国
- 遊園地エリア。別名「レオマフェスティバルパーク」
- 担当企業： レオマユニティー
- パークイメージ： おもちゃの博覧会場+遊園地（他の「おもちゃ王国」とほぼ同一）
- エリアキャラクター： おもちゃ王国のキャラクター(シーゲルン2世、テンダー、プレイブなど)が存在した。

なお、この「4社連合運営」の時代に四国最大級規模の高さ50メートル、直径47メートルの観覧車が設置された。※（この観覧車は旧レオマワールド時代にあった「キンダーガーデンステージ」を取り壊し、跡地に設置された）
運営会社「レオマユニティー」は元々おもちゃ王国（サンヨープレジャー）の関連企業だったが、株式の過半が大江戸温泉物語に譲渡され、大江戸温泉物語グループの企業となった。

#### ホテルレオマの森
- ホテル（宿泊）・大江戸温泉物語

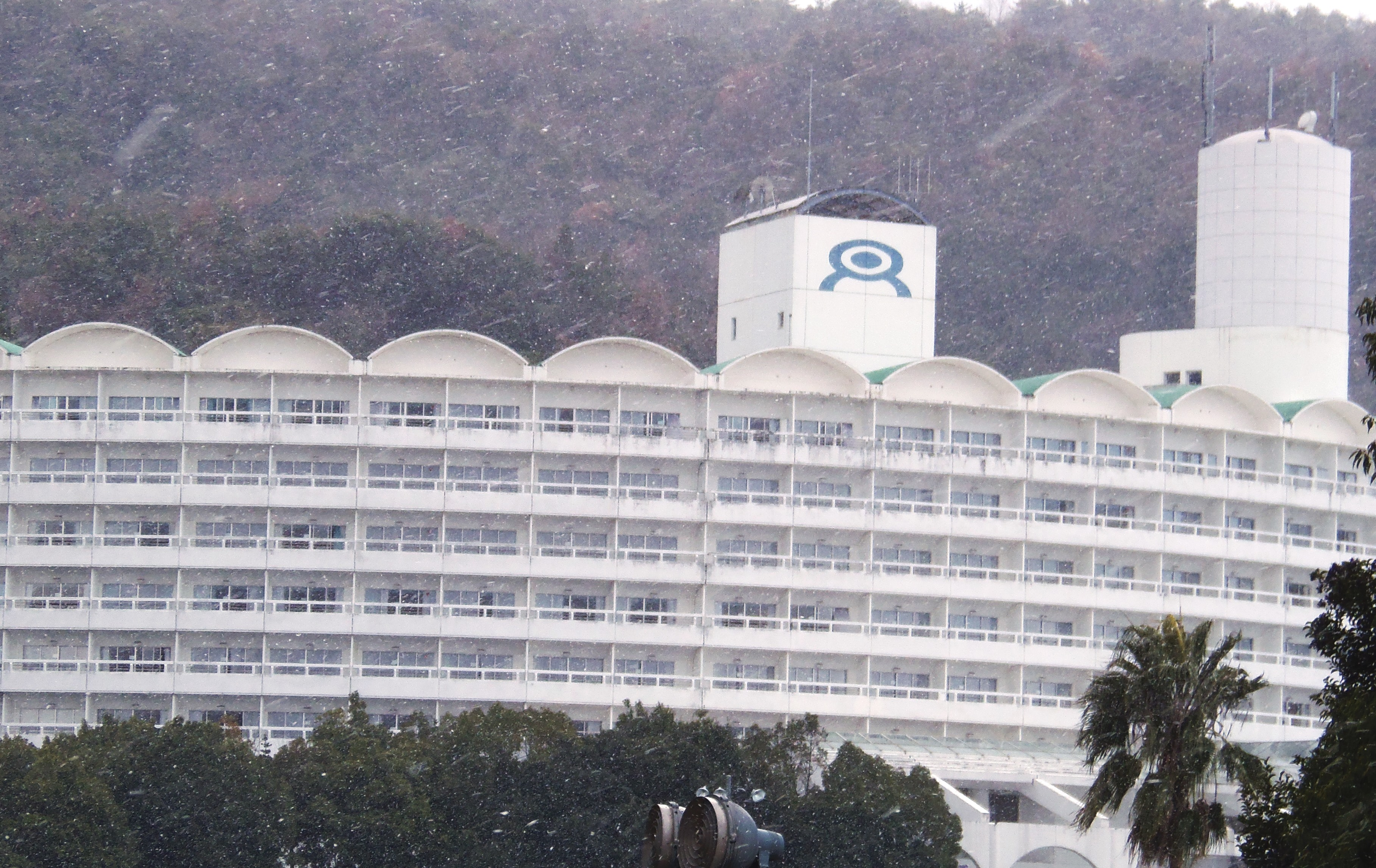
ホテルレオマの森

- 担当企業： 加ト吉（琴参閣・加ト吉フードレック） → 大江戸温泉物語
- パークイメージ： 家族で宿泊可能な大規模ホテル。

旧.レオマ時代には無かった天然温泉施設を設置し「森の湯」を開設、日帰り入湯も可能だった。

#### レオマアニマルパーク
- 動物園エリア。別名「レオマオリエンタルトリップ」
- 担当企業： 日振動物（綾川町の動物リース会社）
- パークイメージ： アジアンテイストの動物園
- 高低差42メートルの日本一の長さを誇るエスカレータがある。

ウマグマが見られた中・四国で唯一の動物園だった。2004年、台風16号の影響で鳥舎が破壊され、飼育していた鳥約300羽が逃げ出すアクシデントがあった。
大江戸温泉物語は動物園と動物たちは引き継がず、2010年（平成22年）6月25日をもって閉鎖された。新体制下では旧「オリエンタルトリップ」の一部（マジックストロー、モスクの一部、タシチョゾン、プラサット・ヒン・アルン、十二展望台）がパークの一部「亜細亜街道」としているが、2011年（平成23年）現在、旧動物園エリアの動物の取扱については運営会社との間で紛糾しているようであり、今期末から来期中を目処に旧動物園エリアの再整備を行う予定とされているものの2016年現在も旧動物園エリアには数は少ないが動物がいて、給餌や清掃などのケアが継続されている。

### 2010年7月17日以後

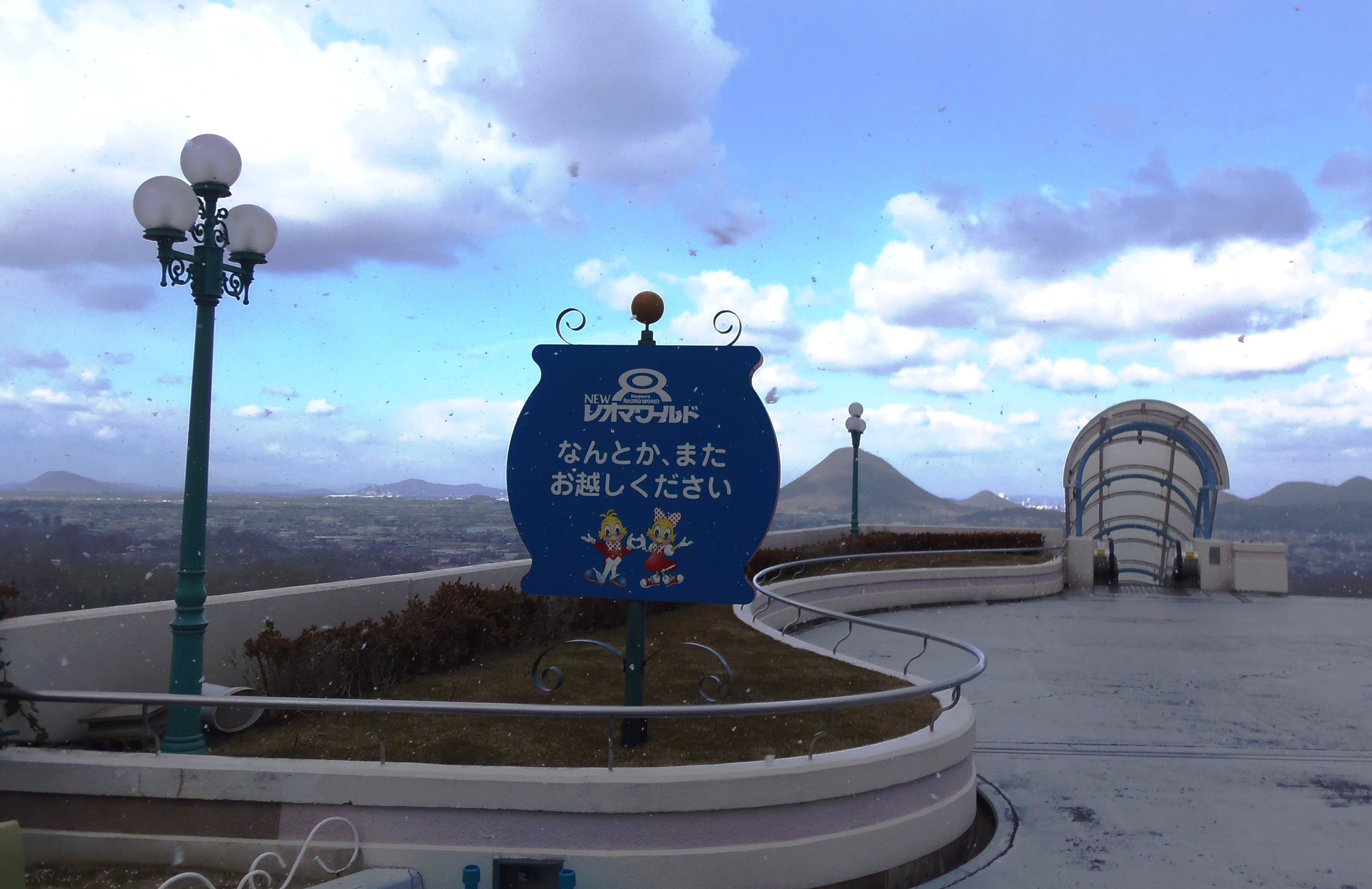
ゲート外にある「なんとか、またお越しください」のメッセージ看板

- 2010年（平成22年）7月17日 朝10時から「NEWレオマワールド 開園式典」をメインエントランスにて挙行。同式典にて、旧レオマワールド時代のマスコットキャラクター"ペディーバード"と"ポーリーバード"が10年ぶりにゲストの前に姿を見せた。また、同日からパレード「NEWレオマワールド ファンタスティックパレード」が開始された。同パレードでは、NEWレオマワールド20周年を記念して登場したキャラクター「元気ボーイ」が先頭フロート（山車）に乗り、ゲスト（一般客）も二階建てバスに乗る方法で参加できる。また、同パレードで使用している各フロートは旧レオマワールド時代に活躍をしたフロートを再整備して登場させているものであり、フロートのイメージに対応したキャラクターが乗り込む形式を踏襲している。
- 2010年10月2日 この日から季節イベント「NEWレオマワールド ハロウィンフェスティバル」が開始された。同イベントではペディーバードやポーリーバードなどのキャラクターがハロウィンの衣装になって昼のパレードや夜のパレードに出演。園内の各所にハロウィンの装飾があしらわれた。
- 2010年11月20日 この日から季節イベント「NEWレオマワールド ホワイトクリスマス」が開始された。同イベントでもペディーバードやポーリーバードなどのキャラクターがクリスマス衣装になって昼のパレードや夜のパレードに出演し、園内の各所にクリスマスの装飾があしらわれた。同クリスマスイベントは旧レオマワールド時代の最後（1999年12月）から数えて、実に11年ぶりに行われたクリスマスイベントだった。
- 2010年12月31日 この日に、新体制初のカウントダウンイベントをキンダーガーデン内「レオマ劇場」周辺で挙行。カウントダウンゲストは嘉門達夫で、その模様は県内のFMラジオで中継放送された。翌日1月1日からは「NEWレオマワールドのお正月」と題した正月イベントを三が日に行い、旧レオマワールド時代と同様に紋付袴のペディーと着物姿のポーリーがグリーティングやパレードに登場した。
- 2011年1月10日 この日をもって、前年7月17日から活躍を続けてきたNEWレオマワールド専属女性ダンサーチーム「劇女」の活動が終了した。同日夜、NEWレオマワールドの主催で園内の「日本元気劇場」にて、一般客（ゲスト）と有志キャスト（従業員）を対象とした「さよなら劇女！シークレットライブ」が行われた。翌1月11日からは、女性のメインダンサー2名が引き続きパレードやショーに出演を続けている。
- 2011年（平成23年）1月10日 この日をもって日本元気劇場にて行われていた「ペディー＆ポーリー タイムマシーンショーDr.ドックの大実験」が終演、2011年2月まで日本元気劇場でキャラクターが出演する演目は昼パレードの雨天中止時に行われる「NEWレオマの仲間たち大集合」のみになった。
- 2011年1月10日 この日をもって園内で行われていたショー「やっちゃん なっちゃん ちびっこコンサート」と、「ビバ！ビバ！ゆかりのおもしろかったらOK！でSHOW」が終演を迎えた。
- 2011年2月11日 - 14日 4日間限定のミニイベント「ポーリーのチョコグリーティング」が園内のウェルカムプラザで行われた。
- 2011年2月11日　この日から日本元気劇場にて新演目「ポーリーバードと夢の話～ぼくらのDream！」が上演開始。（同ショーは土・日・祝日のみの公演）
- 2011年2月19日　NEWレオマ専属劇団HIROZファーストアルバム「お花畑」発売記念特別ライブ＆抽選会を開催。
- 2011年3月11日　この日から「2011スプリング ドリーム」の名称で季節イベントを開催。
- 2011年3月14日 - 18日までパレードフロート（山車）のメンテナンスの為、パレードは5日間のみ休演。
- 2011年5月1日 - ゴールデンウィーク特別イベントを開催。（B級グルメ祭り、スポーツカー走行大会など）
- 2011年7月 - 9月　NEWレオマ サマーカーニバル『パイレーツレオマ』を開催。（ペディー＆ポーリーショー第二弾「絆」、海賊パレードなど）
- 2011年9月 - 10月31日　NEWレオマ ハロウィンパーティー2011を開催。（シアターレストラン新演目登場、ハロウィンパレードなど）
- 2011年11月12日 - 12月25日　NEWレオマ クリスマスストーリー2011を開催。（シアターレストラン新演目登場、クリスマスパレードなど）
- 2011年11月4日　この日からPRテレビ番組コーナー「ペディー＆ポーリーたちと踊ろう！ニューレオマ体操」がRNC西日本放送で放送開始された。（同番組は毎週金曜日夕方に放送）
- 2011年12月31日 NEWレオマ １万人のカウントダウンセレブレーション2011-2012を開催。
- 2012年（平成24年）1月1日 - 1月3日 NEWレオマワールドのお正月2012を開催。
- 2015年（平成27年）3月21日 - 「レオマ光ワールド」と「レオマ花ワールド」を開催[10]。
- 2015年（平成27年）10月 - 来るレオマワールド25周年を翌年に控え、園内にテーマ型ホテルと新アトラクションなどの新施設を2016年にオープンすると発表。
- 2015年（平成27年）10月28日 - 第3回イルミネーションアワードで「レオマ光ワールド」が特別賞新イルミネーション賞を受賞[11]。
- 2015年（平成27年）12月28日 - 運営会社の株式会社香川県観光開発が合同会社に組織変更。
- 2016年（平成28年）4月 - レオマワールド開園25周年を記念した記念パレードを開催。開園25周年記念ロゴ商品なども発表。
- 2016年5月 - 新アトラクションを含む「園内新設置ホテル」(仮名「アリス・イン・ワンダーランドホテル」)の建設を新聞発表。
- 2016年9月1日 大江戸温泉リート投資法人に大江戸温泉グループの複数の施設とともに施設が売却され、投資法人はJ-REITとして上場[12]。
- 2023年3月31日 大江戸温泉物語ホテルズ＆リゾーツ株式会社に合併し、合同会社香川県観光開発解散[13]
- 2024年2月14日 REITのスポンサーのアパグループへの交代に伴い投資法人は日本ホテル&レジデンシャル投資法人に名称変更

## 現在のアトラクション
（2025年現在）

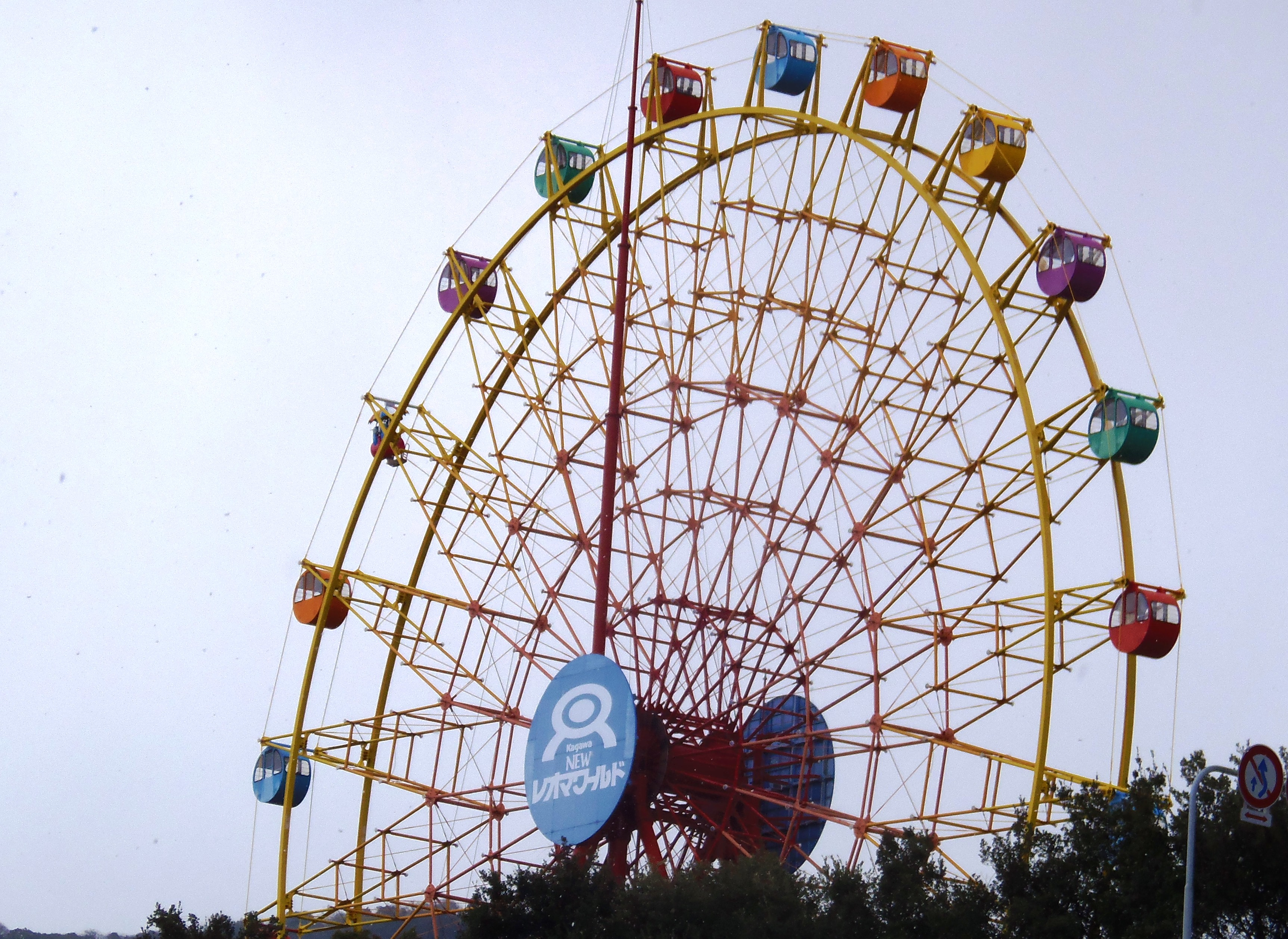
大観覧車&足ブラ観覧車

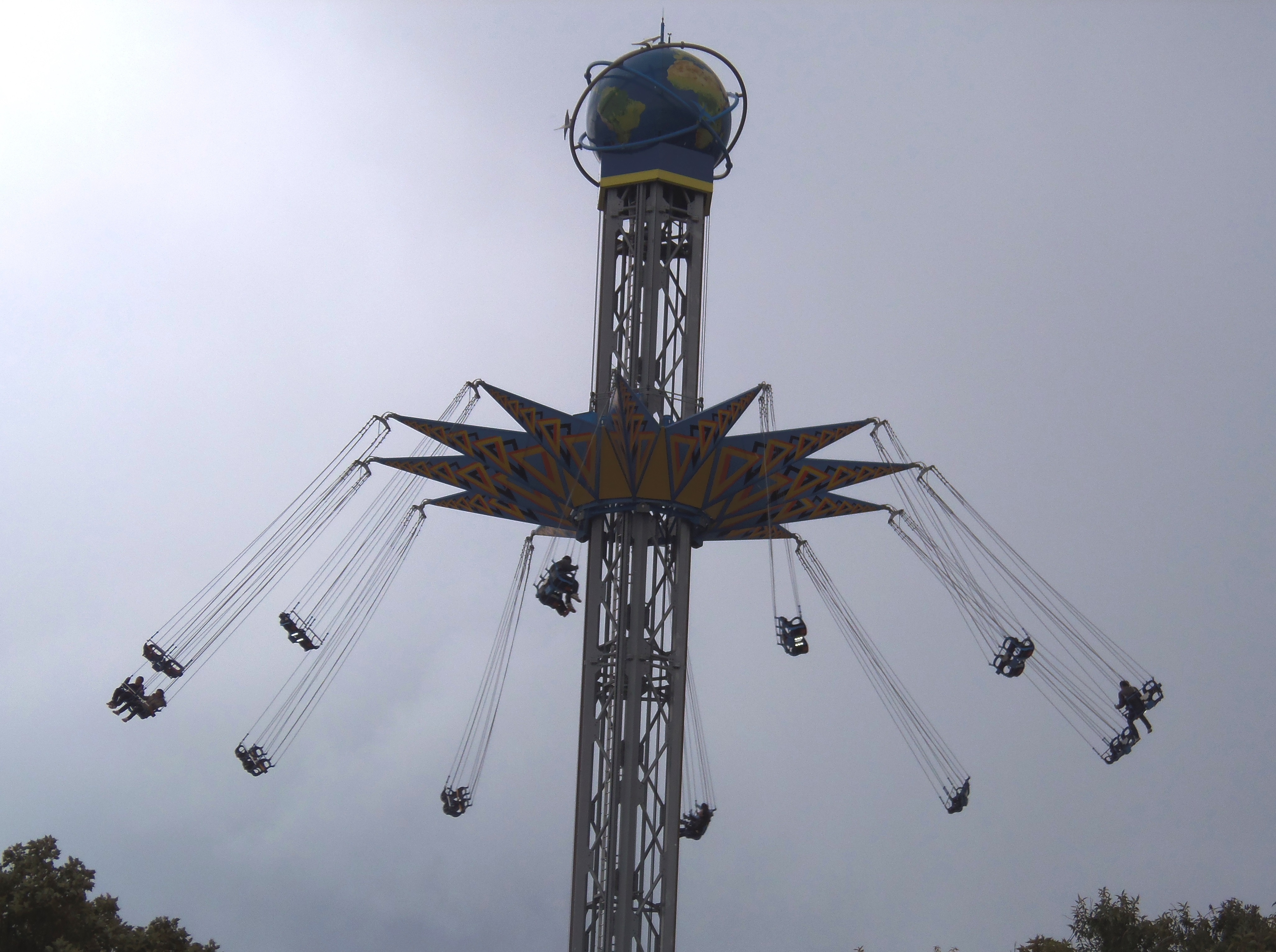
バードフライヤー

- ペディー&ポーリーモニュメント（メインエントランスに位置する写真撮影スポット）
- 大観覧車&足ブラ観覧車（足ブラ観覧車は座席2席×2機設置）
- バードフライヤー（西日本初の大型空中ブランコ）
- レインボーバンディット（虹の国を救う物語の気球型ライドアトラクション）※ストーリーに登場するキャラクターのデザインは、芝山努が担当。プレショーエリアでは短編のアニメーションもモニター上映されている。
- ビバーチェ（水上ジェットコースター）
- カルーセル（メリーゴーランド）※日本国内で最も馬の頭数が多い回転木馬。
- キンダーガーデンレイルロード ※おとぎの国を一周する外周列車。軌間762ミリ、サードレール（第三軌条）による集電方式の電気機関車。
- レディーバードコースター
- ゴーカート
- ファンシーフライト ※旧レオマワールド時代から現存する人気のアトラクション。ウサギ型の飛行ライドに乗り、ボタン式による上下動操縦が可能。
- キッズコースター
- ごっこタウン（バードランド内にある、幼児・子供向けの体験型職業アトラクション）
- ペディードライブ（旧ピクレルランドのショップを改造した子供用電動カーのアトラクション）
- ポーリードリームハウス（キャストが撮影したゲストの写真や、イベント・ショーの模様を「ポーリーの夢とゲストの夢と願い」と共に展示している専用施設）
- スペースシップ2056（未来の宇宙空間を冒険する屋内型ジェットコースター）※コンセプトデザインなどを米国の工業デザイナーシド・ミードが手掛けた。
- スカイサイクル
- ロードトレイン（ワクワクランド - マジカルストリート間を周回する連結型ライド）
- パイレーツ ※旧体制では営業休止となっていたが、新体制で営業再開した。
- バトルビースト（レーザーマグナムでエイリアンを倒すライド形式の屋内アトラクション）※2015年からスコア画面とレーザーマグナムのサウンドがリニューアルした。
- ホラーハウス ダークサイド（旧.昆虫体験館を改装した回遊型アトラクション）
- レッツゴートーマス
- レイクボート・デキシークィーン
- ウェストレイカー（ウェルカムプラザ西裏側←→マジックストロー手前までを運行する水上バス）
- ゲームスクエア（ファミリー向けゲーム機などが設置されているミニアトラクション）
- 手作り工房（ワクワクランドにある親子・家族向けの手作り体験アトラクション）
- ファイヤーファイター
- スインギングベアー
- LOVEリング（GENKIストリートの少し下、ポーリードリームハウスの横にある写真撮影スポットで夜間はLED電飾が輝く）
- 2階建てオムニバス「ペディー号」＆「ポーリー号」（マジカルストリートからホテルレオマの森を運行しているゲスト専用バス。青色と赤色の2台を交互に運行）
- オリエンタルトリップ 日本一のエスカレーター（旧.マジックストロー）
- オリエンタルトリップ モスク（※館内に「レオマバザール」を併設）
- オリエンタルトリップ プラサット・ヒン・アルン（※以前は内部の見学が出来たが現在は外観のみ観覧が可能）
- オリエンタルトリップ 十二望展望台
- オリエンタルトリップ タシチョ・ゾン（※新体制下の2010年8月以降に周辺を改修整備し再公開され現在も公開継続中。以前は2Fを含む内部の見学が出来たが現在は1Fのみ可能）

## 2021年現在の主な演目
- ニューレオマワールド キャラクターグリーティング（メインエントランス、マジカルストリート付近で出演）
- ファンタスティック・ニューレオマワールド（パレード中止時の代替ショー演目）（パロットシアターで公演）
- ザッツワールドエンターテイメントショー（パロットシアターで特定日のみ公演）
- マジカルストリートパーティー（ジャングルステージで公演）
- 仮面舞踏会（ホテルレオマの森 室内プールステージで特定日のみ公演）
- プロジェクションマッピング「マジカルナイト」（バードランド内 ごっこタウン前で公演）

## 過去の主な演目
- LAST ROPE（日本元気劇場にて公演）
- ツキゴモリの空（日本元気劇場にて公演）
- 忍者ショー「忍と侍」（日本元気劇場にて公演）
- This is The HIROZ（日本元気劇場にて公演、HIROZ総登場のショー）
- 熱血忍者隊 ヒローズＸ（レオマ劇場などで公演。雨天時は日本元気劇場にて公演）
- I♥DREAM -ユメミルチカラ-（レオマ劇場にて公演。雨天時は日本元気劇場にて公演）
- NEWレオマ ファンタスティクパレード（昼のパレード／GENKIストリート→わんぱくランド間をパレード）
- NEWレオマ ファンタスティックナイトパレード（夜のパレード／季節・期間限定で行われる）
- レオマのゆかいな仲間たち（上記パレードが休演中や雨天中止の場合に日本元気劇場で行う代替ショー）
- NEWレオマキャラクターグリーティング（ペディー＆ポーリーや仲間たちがグリーティングに登場。主にウェルカムプラザ内にて行われる）
- ペディー＆ポーリーのプリティレストラン（シアターレストランにて土・日・祝日の昼11:30から開始のランチ＆ショー公演）
- ホテルレオマの森 HIROZ特別公演（ホテルレオマの森にて限定で行われるHIROZの特別ショー）
- パイポー隊長のハイパーエクササイズ!!（躍動劇場にて公演）
- ちびっこコンサート（躍動劇場にて公演）
- ビバのフルーツパーティー（躍動劇場にて公演）

※以上の「過去の主な演目」は、ニューレオマワールドの運営会社の株主構成が刷新され新体制となり全て廃止された。

## 2021年現在の劇場・飲食施設・店舗など
［劇場/シアター］
- パロットシアター（旧.日本元気劇場。ニューレオマ専属ダンサーなどによるレギュラー公演とパレードの雨天中止時の代替ショーを行う常設劇場、観覧無料）
- ジャングルステージ（旧.ストリートガーデンステージ及び躍動劇場。レオマキャラクターなどが出演するショーやテレビ番組撮影を行う。観覧無料）
- ウォーターステージ（旧.ウォーターガーデンステージ。主にレオマキャラクターなどが出演するショーなどを不定期で開催。観覧無料）

［飲食施設/ショップ］
- きりん堂 レオマワールド店（ウェルカムプラザ1F東側、園内唯一のカレー専門店。お子さまカレーなども提供）
- ドラゴンドッグ（ウェルカムプラザ1F南側、焼きたてホットドッグ専門店）
- クレープウィンドウ（ウェルカムプラザ1F南側、クレープ専門店）
- ラーメン パイタン（ウェルカムプラザ1F西側、園内唯一のラーメン専門店。各種ラーメンやチャーシュー丼などのご飯メニューも提供）
- 豚まん本舗（ウェルカムプラザ1F西側、バードランドとの間にある、豚まんと讃岐うどんなど温かいメニューを提供）
- レストラン モグモグ（バードランド内、セルフサービス形式によるレストラン。座席数は園内最多。さぬきうどん、麺類やカレー、定食類、洋食メニュー、喫茶メニューなどを提供）
- バードランド ハッピーBOX（バードランド内、軽食と飲み物の専門店）
- キャンディー（バードランド内、ジュース、ポップコーンなどを提供）
- ペディー＆ポーリーカフェ（マジカルストリートのパロットシアターに隣接する軽食と飲み物、喫茶営業の店）
- ポップコーンハウス（マジカルストリート内のポップコーンとジューススタンド。季節限定で軽食の販売を実施）
- ペディーズコーヒー（マジカルストリートの旧.シアターレストラン2Fを改装。コーヒー、紅茶とスイーツのお店。レオマキャラクターグッズなども販売）
- マジカルカフェ（マジカルストリートに季節限定で出店。フランクフルト、焼きそば、ソフトクリーム、清涼飲料水などを提供）
- レッド・バル（マジカルストリートに季節限定で出店。世界のビール、アルコール類や瀬戸内チキンなどを提供）
- チキンBOX（マジカルストリート、スペースシップ2056前。フライドチキン、ジャンボ焼き鳥、おにぎりなども提供）
- ファンタジーショップ SKY&SEA（ウェルカムプラザ1F東側、NEWレオマワールドグッズや四国のおみやげ品の専門店。店内奥には記念写真の撮影スポットも設置）
- デコストア（上記の「SKY&SEA」に隣接するキャラクターグッズショップ）
- コンセプトショップ 森のルチア（ウェルカムプラザ1F西側。NEWレオマワールドのグッズ専門店。NEWレオマ訪問記念メダルが買える唯一のお店）
- さんさん市場 GIFT SHOP（ウェルカムプラザ1F東側、四国のおみやげ品とNEWレオマワールドグッズ、人気キャラクター商品を取り扱っている）
- レオマゲートショップ（メインエントランス付近に季節限定＆期間限定で出店する、おみやげ品と飲み物などのお店）
- レオマバザール（再整備されたオリエンタルトリップの「モスク」内に新たにオープンした、レオマキャラクターグッズや雑貨類、飲料水などを扱う店）
- ホテルレオマの森 ウェルカムショップ（ホテルレオマの森3F、NEWレオマワールドグッズやホテルレオマの森オリジナル商品を扱っている）
- ホテルレオマの森 ヤマザキデイリーストア（ホテルレオマの森3F、季節商品やコンビニエンスストア機能のある売店が設置された）
- 団体専用サロン（ウェルカムプラザ1F東側、旧.日本ゴルフ振興時代のサロンを改装転用して使用中。コイン式ロッカー設置）
- 団体専用飲食スペース（ウェルカムプラザ西側、森のルチアの2F部分を改装して使用）

※なお、パーク内及びその周辺には金融機関のATMが存在しない。旧レオマワールド時代には設置されていたが、現在は無い。だが、パスポート券などのチケット購入時とウェルカムプラザの一部店舗に限り、クレジットカード(VISA、JCB、DCカードのみ)が使用出来る。
※また、2011年4月からメインエントランスでのチケット購入時に（株）イオンが発行している「waon」カードを提示するとwaonポイントが貯まるサービスを開始した。
［園内の主な施設］
- インフォメーションカウンター（ウェルカムプラザ1F 森のルチア内に設置）
- 救護室（チケット売場至近のメインエントランス南側に1箇所、オリエンタルトリップエリアに1箇所）
- 授乳室（チケット売場至近のメインエントランス南側に1箇所、手作り工房内に1箇所）
- 化粧室（園内各所に設置、洋式・和式あり。身障者用設備あり。ウォシュレット設置、ベビーキープ設置、オストメイト設備あり）
- コイン式ロッカー（有料。ごっこタウン内、ウェルカムプラザ2F、ウェルカムプラザ入口などに設置。大型・中型・小型タイプあり）
- のりもの券 券売機（園内各所に設置。紙幣には対応していない為、500円玉と100円玉に事前両替して置くと良い）
- フリーパス販売所（ウェルカムプラザ1F 森のルチア内に設置）

［園内の主なサービス］
- 授乳用のお湯（ミルク用のお湯）提供サービス（無料。チケット売場至近のメインエントランス南側、手作り工房、レストランモグモグにて実施）
- ペット入園サービス（無料。介助用の犬、盲導犬に限り入園可能）
- 団体写真撮影サービス（有料。メインエントランスのペディー&ポーリーモニュメントで実施。団体予約時に事前申し込みが必要）
- 団体食提供サービス（有料。団体専用弁当の提供、専用食事スペースの時間貸し出しなどを実施。団体予約時に申し込みが必要）
- 車椅子レンタル（無料。メインエントランスにて申請）
- ベビーカーレンタル（有料。ウェルカムプラザ1F 森のルチア内、インフォメーションカウンターにて実施。使用料500円、保証金500円で1日貸し出し。返却時に保証金は返還される）
- 忘れ物（遺失物）対応サービス（ウェルカムプラザ1F コンセプトショップ 森のルチア内、インフォメーションカウンターにて対応）
- 迷子対応サービス（ウェルカムプラザ1F コンセプトショップ 森のルチア内、インフォメーションカウンターにて対応）

## アクセス
- 岡田駅からタクシーで約5分。琴参バスで レオマ宇多津線 でことでん栗熊駅からニューレオマワールドまで約10分。宇多津駅北口から乗車の場合は約1時間20分、丸亀駅からの場合は約1時間。また、ことでん岡田駅から「琴参バス岡田線」に乗車した場合は、所要時間約8分。
- 琴平駅前または琴電琴平駅前からタクシーに乗車した場合は約25分
- 坂出駅から琴参バス 島田・岡田線 ニューレオマワールド行き路線バス（土休日運休)
- 高松空港からタクシー約30分。

## ニューレオマワールドのマスコットキャラクター
キャラクターデザインは香川県坂出市在住のグラフィックデザイナーの島俊文と旧レオマのプロジェクトスタッフの共同チームによる製作で、ペディーバードとポーリーバードのキャラクター素案を編み出したきっかけは、島が旧レオマワールドの建設予定地を最初に訪れた際、山中に黄色みを帯びた鳥を見つけ、胸中に強くイメージした事がベースとされている。島が素案を作製した後、旧レオマのプロジェクト共同スタッフが最終的にリプロダクロツを行い「AYA PRODUCTION」が全てのキャラクター著作権を有する形でキャラクターが生まれた。

### ペディーと仲間たち
ペディー・バード
愛らしく、はにかみ屋の男の子。行動は紳士的で、誰からも慕われている。ポーリーのボーイフレンド。
2000年（平成12年）9月～2010年（平成22年）7月までは、自らの見聞を広げるため世界各地を旅行していた。
ポーリー・バード
誰にでも優しく、茶目っ気があり、ダンスの上手な女の子。ペディーのガールフレンド。
2000年9月～2010年7月までの約10年間ペディーを愛し続けて帰りを信じ、ひたすら辛抱強く待っていた。
ロメロ
船乗り気取りの優しい男で、ペディーの良き相棒。無類の酒好きで時にそれが仇となって、ここぞという時にヘマをしでかす事もある。昔はパイプタバコを愛用していた。
ウーリー・グランマー
誠実で思いやり豊かだが、怒ると怖いおばあちゃん。ルンプル、エンプル、オープル、ミンプル、アンプル達を見守る乳母でもある。
ドクター・ドック
大変物知りで、森の仲間達の良き相談役のおじいちゃん。
ドルトン
図体は大きいけれど何故か弱虫。ひょうきん者の男の子。
ルンプル
好奇心と冒険心が旺盛な元気な男の子。
エンプル
引っ込み思案で、ちょっとした事でも泣く男の子。
オープル
怒りっぽくて、自分の意見は絶対に曲げないやんちゃな男の子。
ミンプル
いつもニコニコしていて、笑顔を絶やさない明るい男の子。
アルプル
何をしても中途半端で、物に動じない無頓着な男の子。

### メルーザ一味
メルーザ
強力な魔法を持った魔女。アル・ゴードンたちを手下として操っている。水と光が弱点。※2011年7月から復活し、ゲストの前に登場するようになった。
アル・ゴードン
モチーフ：ゴリラ。メルーザの手下達の首領格。ダンフィー達には気取った振る舞いで威張り散らしているが、実は情にもろく女性好き。以前は葉巻タバコを吸っていたが、現在は禁煙中。
ダンフィー
モチーフ：黒猫。アル・ゴードンの側近。手下のスイッピーとスパッキーを使って悪巧みを働こうとするなど参謀格を気取っているが、実際は間抜けな上に、食いしん坊な性格で、アル・ゴードンの足を引っ張る事もしばしば。
スイッピー
モチーフ：虎猫。メルーザ一味の実働要員でアル・ゴードン、ダンフィーの手下。悪知恵のキレは抜群だが、抜けた性格の為に（特に女の子に対して）詰めが甘い。
スパッキー
モチーフ：三毛猫。メルーザ一味の実働要員でアル・ゴードン、ダンフィーの手下。行動力こそ素早いが、それ故に落ち着きがなくておっちょこちょい。

### ボギー&バギー兄弟
ボギー
モチーフ：鳥（カラス）。バギーの兄。早撃ちは超一流。好奇心が強くていたずら好き。
バギー
モチーフ：鳥（カラス）。ボギーの弟。兄貴のボギーについてまわる存在。普段は陽気なのに、ライフルを握ると性格が変わる。
以上のキャラクターは新体制下の「NEWレオマワールド」で、2000年8月末の旧レオマワールド閉鎖以来、実に10年ぶりとなる2010年7月17日から復活した。主なキャラクターの13体は着ぐるみとして存在しており、園内で行われるグリーティングやパレード、ショーや外部PRショー、パークの広報活動やテレビ番組などに出演する。なお、2013年春頃からメインキャラクターのペディーバードとポーリーバードの通常衣装(パーマネントコスチューム)が変更され、長らく親しまれて来た赤色と白を基調にした燕尾服風の物(ペディーバードが着用)と赤色のワンピース(ポーリーバードが着用)が「海賊風のコスチューム」にマイナーチェンジされた。但し、季節限定のショーなどでキャラクターが着用する衣装などは旧レオマワールド時代からの物をメンテナンスして使用し多くのゲストに親しまれている。

### その他
元気ボーイ
NEWレオマ20周年記念キャラクター。年齢3歳、パレードの先頭フロートでドラムメジャー（指揮者）をしている男の子。笑顔が愛らしく、とても可愛い。
石川県 日本元気劇場に登場の「元気ボーイ」をNEWレオマ版にアレンジしたキャラクターである。
ピコちゃん（とべないピコちゃん）
モチーフ：鳥。NEWレオマHIROZの"HIROZショップ"に自分のお家（鳥小屋）がある。シアターレストランの演目にふらりと登場する事もある。

## 旧レオマワールドの歴史
- 1987年4月 - 当時ゴルフ場運営大手の日本ゴルフ振興（大阪市北区、大西進→大西一社長）が瀬戸大橋開通後の四国への観光客増加に期待し四国・綾歌町に大型テーマパークを開業すると報道向けに発表。
- 1987年7月 - 株式会社レオマを設立。
- 1987年11月 - レオマ四国支社を設立、（株）インタープラン社による制作でレオマワールドのマスタープランを作成（総額750億円を投資、開発敷地面積約69万㎡）する。
- 1989年3月 - レオマ建設本部現場事務所を丸亀市綾歌町内に設置。
- 1990年7月 - レオマ起工式挙行、レオマ本体工事着手。
- 1990年10月頃、島俊文氏（デザイナー）がレオマワールドモチーフキャラクターの着想と初期デザインをレオマに提出。
- 1991年3月 - レオマワールドプレオープン。報道関係者向け招待会開催。
- 1991年4月20日 - ゴルフ場経営の「日本ゴルフ振興株式会社」が子会社「株式会社レオマ」を運営会社として設立し、正式開園。
- 1991年4月20日 - 最初のパレード「レオマ・ファンタスティックパレード」を挙行。
- 1991年7月 - レオマリゾートホテル開業、大西美術館開館。
- 1991年12月までの9か月間で、延べ約239万人の入園者数を記録。
- 1992年3月 - キンダーガーデンエリアとキンダークラブを拡張オープン。
- 1993年3月 - 新アトラクション「バトルビースト」オープン。
- 1994年7月 - 新アトラクション「キッズコースター」オープン。
- 1995年の来場者数は約140万人前後で推移。
- 1995年7月 - 新アトラクション「スーパーサイコホラーシアターZORA」オープン。
- 1996年4月 - 新アトラクション「LUCA」オープン。
- 1996年7月 - 新アトラクション「ビバーチェ」「パイレーツ」オープン。
- 1997年4月 - 日本初の3DCGアトラクション「RUN BABY RUN」オープン。
- 1998年の来場者数は約120万人前後で推移。
- 1998年7月 - 3Dシアター「メッセージ・フロム・ガラパゴス」オープン。
- 1999年の来場者数は約105万人で推移し、開園当初目標の半分以下に落ち込んだ。
- 1999年3月 - 新アトラクション「ホエールくん」「エイリアンウォーズ」「フリーズボックス」をオープン。
- 2000年5月 - レオマワールドの「9月から半年間」の休園発表、同時に全社員260人の解雇も発表[14]。
- 2000年8月 - 1日から31日まで「レオマワールド・ラストカーニバル」と題した最終特別営業を実施。8月1日から31日までの来場者数は約30万人。
- 2000年8月31日 - レオマワールド最終営業日。当日のトータルアテンダンスは約45,000人で昨年同期の1日当り来客数と比較して36,000人の増加だった。
- 2000年9月1日 - レオマワールドが無期限の休業に入り、事実上の閉園。

旧.レオマワールドは以上の歴史と共に、テーマパークブームの終息と計画の甘さにより経営破綻し2000年（平成12年）9月1日から閉園した。後に両社は2003年（平成15年）に相次いで民事再生法適用の申し立てを行っている（その後会社更生法適用に切り替えた）。
旧.レオマワールド(現NEWレオマワールド)の敷地は(株)レオマが所有していた高松空港の開港予定地を等価交換方式によって国有林と交換した敷地である。
当初の開発計画では、ゴルフ場・遊園地・温泉(ホテル)を含めた「総合レジャーランド」だったが敷地の高低差と周辺環境に配慮した結果、遊園地開発計画に衣替えし「レオマワールド」が開園する形になった。

「レオマワールド」の正式開園前の名称は地元の綾歌町にちなんで「フェスティバルワールド・サンアヤウタパーク」とする予定だった。だが、その名称はあまりに覚えづらい事から、後の「レオマ」の名称が編み出される事になり、一社員の「レジャーは・大西に・任せろ」の頭文字を取るというアイデアが採用された。(大西はレオマ社長大西一の事を指す）。「レジャー」の英語の頭文字はLだが、現在もウェルカムプラザの正面入口などに掲げられているレオマワールド(NEWレオマワールド)の青色のCIロゴは、R・O・Mの三文字を組み合わせて作製したデザインロゴである。1991年のレオマワールド初期開業時にはウェルカムプラザにそれらのロゴは掲げられておらず、同年7月のホテル開業時からロゴマークが掲げられた。
当初計画の総敷地面積は、約184ha、総投資額450億円、年間来場者予想300万人、年間売上目標金額200億円だった。
当初計画と初期計画段階の主な施設は、プラザ、メインゲート付設の世界のショッピングセンター、キンダークラブ(子供のおとぎの国)、スペースシップ(宇宙体験アトラクション)、フェスティバルへの招待、ワンダーアドベンチャー、世界の鳥園、プラサット・ヒンヌ・ヌアンタム、四国物産館、ウォーターガーデン、パターゴルフ、大観覧車、パークホテルだった。
第一期完成後に拡張・造成するとした「レオマワールド第二パーク」の計画では、『マジックストロー』(世界一長いエスカレーター)を上りきったモスク周辺の敷地左に、高台の景観を活かした「大観覧車」と、その奥に「明の十三陵」(展望台)、右に「トップ・ザ・シェフ」と云う名前の大レストランが配置され、現在のプラサット・ヒン・アルンの右奥に「大西美術館」が配置される計画だった。旧オリエンタルトリップ（現在の復活した「オリエンタルトリップ」）は当初計画では「レオマワールド 第二パーク予定地」だったが、当時の香川県内に本格的な動物園や水族館が無かったため、大西一社長の発案で動物園エリアが併設設置される形で開発された。
旧レオマワールドには鳥をモチーフとしたイメージキャラクター「ペディー」と「ポーリー」など合計13体のキャラクターが存在。旧レオマのイメージを払拭するため旧体制下の「ニューレオマワールド」ではそれらキャラクターの出演と使用は見送られ、レオマフェスティバルパークエリアには、おもちゃ王国のキャラクターが出演し、四国お宝村エリアには「レオ」と「メア」という2体の独自キャラクターが出演したが、新体制下（＝大江戸温泉物語グループ体制）ではペディーやポーリーなどのキャラクターを復活させた。また、旧レオマから数えて開園20周年となる2011年1月には丸亀市の成人式にペディーとポーリーが登場した。
現在はホテルレオマの森となっている、かつての「レオマリゾートホテル」はJALホテルズ（ニッコーホテルズインターナショナル）と業務提携をしていた。
1996年（平成8年）、園内に建設設置された水上ジェットコースター「ビバーチェ」の建設資金は(株)レオマの大西一初代社長(故人)が保有していた大西美術館の所蔵品や美術品を売却して捻出したと言われている。
南極探検船のアトラクション「フリーズィングシー」(2004年からはアドベンチャーシップと名称を変えたが、2014年に閉鎖)はリアル感を出すため1991年～1996年までの5年間、本物の氷をアトラクション内部の各所に配置し、アトラクション内の気温を下げるため空調を施すなどの工夫を行っていた。（96年以降、本物の氷は無くなり空調の温度も上がった）「フリーズィングシー」で見る事ができるオーロラを明滅・描画・発光させるレーザーチューブは1991年当時で1本当り3000万円する大変高額な物で、オーロラを描画するための制御装置とプログラムも特注の高価なものだった。（同施設と設備は現在も継続して稼働中）
旧レオマワールドのパーク主題歌は『めざせREOMA WORLD』で、歌手は松崎しげるが担当した。同主題歌は1989年後半に制作され、レオマワールド開園前のTVCMで使用された「女性歌手バージョン」と、現在のNEWレオマワールド園内でも聴く事が出来る「松崎しげる版」の2種が楽曲として存在する。旧レオマワールドの開園を記念して、松崎しげるが来園し1991年7月に開業して間もない園内のホテルで『レオマワールド開園記念 松崎しげるライブ』が行われた。
旧レオマワールド園内で行われたエンターテイメントショー、パレード、アトラクションの各BGMと、園内それぞれのエリアBGMの作曲・編曲は作曲家の神山純一が担当し、中編成のオーケストラ演奏による、ダイナミックで澄んだ曲調の様々な楽曲が、1990年当時の最新デジタル機器によって録音・制作された。（楽曲の一部は現在のNEWレオマワールド園内で行われるエンターテイメントショーやパレードなどで聴く事が出来る。）
新体制が発足した2010年7月17日からニューレオマワールドでは20周年イベントが開催されたが、この「20周年」は旧レオマワールドが開園した1991年（平成3年）4月20日を基準としている。旧体制では旧レオマの歴史はなかったことにされていたが、新体制では旧レオマを尊重する意味で歴史に含めている。また、2015年度から2016年度内は「レオマワールド25周年」として周年記念イベントやパレードなどが行われている。

### 交通
- 岡田駅からのシャトルバスは当初コトデンタクシー（現・ことでんサービス）が運行していたが、後にレオマの直営となり、閉園まで運行していた。
  - 開園当初は岡山市・倉敷市からの直通バスもあった。瀬戸大橋高速バス（1992年（平成4年）に解散しており現存しない）など全4社[15] が運行していた瀬戸大橋特急バスの琴平行き便を延長して開設された。1993年（平成5年）12月に路線自体が廃止された。

### エピソード
- 当時テレビ高知で子供向けの体操番組「レオマワールド キッズスペシャル ハローペディー」が放映されていた。番組のスポンサーと製作はレオマワールド（株式会社レオマ）で、パークの宣伝PR番組としての側面を持っていた。レオマワールドがある香川県でも瀬戸内海放送（以下、KSB）で夕方のステーションブレイクを利用して放送されていた。同番組はパークの閉園に先立ち2000年6月29日に放送を終了。
- 「ハローペディー」がKSBで放送されていた縁からか、90年代に放送されていたテレビ朝日系の刑事ドラマ「さすらい刑事旅情編」で2度[16]、レオマワールドが香川ロケで登場していた。現在は、西日本放送のテレビ番組「every.フライデー」内のコーナー「パイポー隊長のヒップホップパラダイス!」で、レオマワールドのパイポー隊長が香川県内のダンス教室などを訪問し、一緒にダンスを踊っている。

### 旧系列資産の引き継ぎ先
園内にあった「大西美術館」はニューレオマワールドには引き継がれず、2006年（平成18年）から水槽メーカーの日プラが加ト吉との合弁で昆虫博物館の「せとうち夢虫館」として使用していたが、2007年（平成19年）8月末で閉鎖された（屋島に移転し、2008年3月に開業したものの2009年（平成21年）3月に閉鎖）。2011年（平成23年）現在も同施設の建物は存在しているが閉鎖区画の為、立ち入る事は出来ない。しかしながら同建物の屋上にはNTTドコモなどの携帯電話基地局が設置されており、それらは稼動し続け園内の一部に電波を送信する役割を担っている。
親会社の日本ゴルフ振興は1993年（平成5年）に徳島県三好郡山城町(現・三好市)に建設したゴルフ場に「レオマ高原ゴルフ倶楽部」と命名している。同社の経営破綻後2005年（平成17年）に事業を引き継いだパシフィックゴルフマネージメントは名称およびレオマワールドと共通のシンボルマークをそのまま使用しているが、現在のニューレオマワールドとは資本・人材を含め関係がない。
高松自動車道豊浜サービスエリア上り線と松山自動車道石鎚山サービスエリア下り線のレストラン等を運営している千登世商事株式会社は兄弟会社であった。日本ゴルフ振興と同時に民事再生法適用の申し立てを行い、現在はパシフィックゴルフマネージメントと同系列である。
レオマワールドに出演する全てのキャラクター及びCIロゴ(企業ロゴ)などの意匠権と著作権、付帯する権利は(株)レオマの関連会社である、AYA PRODUCTIONが保有していたが、2010年春に新体制となった際に大江戸温泉物語グループへ権利移転され、2016年現在も(同)香川県観光開発と(株)レオマユニティーが共同保有し著作権の管理と意匠権の行使、版権許諾事業を継続して行っている。

## その他
- 2021年7月期のテレビ東京の「サタドラ」枠で放送されたテレビドラマ『女の戦争〜バチェラー殺人事件〜』で劇中の恋愛リアリティショー「ゲット・ザ・バチェラー」が収録される鳴戸ホテルグループの施設としてロケが行われた[17]。
- 和久井映見 抱きしめたいのはあなただけがテレビCMに使われていた。